# Топило (заказник)
Топило — гідрологічний заказник місцевого значення в Україні. Розташований у межах Борзнянського району Чернігівської області, поблизу с. Сидорівка.
Площа 108 га. Статус присвоєно згідно з рішенням Чернігівського облвиконкому рішення Чернігівського облвиконкому від 24.12.1979 року № 561; від 27.12.1984 року № 454; від 28.08.1989 року № 164. Перебуває у віданні Ховмівської сільської ради.
Охороняється евтрофне болото з переважанням ценозів з осоки омської та видів болотного різнотрав'я: ситник розлогий, плакун верболистий, вербозілля звичайне, вовче тіло болотне, щитник гребенястий). Є регулятором водного режиму прилеглих територій.